# デヴィッド・ハーシュフェルダー
デヴィッド・ハーシュフェルダー（David Hirschfelder、1960年11月18日 - ）は、ビクトリア州バララット生まれのオーストラリアのミュージシャン、映画音楽作曲家、パフォーマー。ミュージシャンとしては、リトル・リヴァー・バンドやジョン・ファーナム・バンドのメンバーを務めた。『ダンシング・ヒーロー』『オーストラリア』『レイルウェイ 運命の旅路』『ディバイナー 戦禍に光を求めて』『復讐のドレスコード』など、数多くの映画の音楽を作曲している。『シャイン』と『エリザベス』の音楽でアカデミー賞にノミネートされた。

## ミュージシャンとして
ハーシュフェルダーは、フュージョン・バンドのピラミッド、ロック・バンドのピーター・カップルズ・バンド（1980年）、ポップ・ロック・バンドのリトル・リヴァー・バンド（1983年～1986年）、ブローアウト、ドラゴン（1987年、1989年）、アダルト・コンテンポラリー・シンガーのジョン・ファーナムのバック・バンド（1986年～1992年）、そしてフュージョンのスーパーグループであるキャブなど、キーボード奏者として様々なグループに所属してきた。
1980年、ハーシュフェルダーはピーター・カップルズ・バンドに加入した。当時、カップルズはソウル・ポップ・グループ、スタイラスを脱退したばかりで、ハーシュフェルダーがキーボード、ヴァージル・ドナーティがドラム、ロス・イングリスがギター、ロバート・リトルがベースを担当し、ロック・バンドを結成した。1981年10月、ピーター・カップルズ・バンドはデビュー・アルバム『Fear of Thunder』をリリース。1982年、ハーシュフェルダーはリトル・リヴァー・バンドのアルバム『グレイテスト・ヒッツ』にピアノで参加した。次のアルバム『夏への扉』では、ハーシュフェルダーがキーボードと共同プロデューサーを務め、バンドのメンバーはファーナム（リード・ボーカル）、ビーブ・バートルズ（ギター、ボーカル）、グレアム・ゴーブル（ギター、ボーカル）、スティーヴン・ハウスデン（ギター、バック・ボーカル）、ウェイン・ネルソン（ベース、ボーカル）、デレク・ペリッチ（ドラム、パーカッション）となった。1983年9月、彼らのアメリカ・ツアーに加わった。1984年のアルバム『非情のゲーム』では、ハーシュフェルダーがギター、ピアノ、キーボード、シンセサイザー、プログラミング、ボーカルを担当。また、「When Cathedrals Were White」「Blind Eyes」「Playing to Win」の共作者も務めている。「Blind Eyes」「Playing to Win」はシングルとして発売され、「Playing to Win」が1985年3月にBillboard Hot 100にランクイン、オーストラリアのケント・ミュージック・レポート・シングル・チャートではトップ100入りを果たした。1986年半ば、グループはアルバム『ノー・レインズ』をリリース。このアルバムでは、ハーシュフェルダーがピアノとキーボードを担当し、「Paper Paradise」の共作者となった。
『ノー・レインズ』のレコーディング後、ハーシュフェルダーはリトル・リヴァー・バンドを離れ、オーストラリアに戻り、ファーナムのバック・バンドに加入した。1986年4月から6月にかけて、ファーナムはアルバム『ウィスパリング・ジャック』をレコーディングし、ハーシュフェルダーはキーボードとドラムを担当し、「Going, Going, Gone」の共作者となった。アルバムのプロモーション・ツアーとして、ファーナムとハーシュフェルダーは、ドラムのアンガス・バーチル（通称バーシャル）、リードギターのブレット・ガーセッド、ベースのグレッグ・マカインシュ（スカイフックス）と共に「Jack's Back Tour」に参加した。当時、「Jack's Back Tour」はオーストラリアのアーティストによるツアーとしては最高の興行収入を記録した。ハーシュフェルダーは、スタジオ・アルバム『エイジ・オヴ・リーズン』（1988年7月）と『チェイン・リアクション』（1990年9月）の制作時にもファーナム・バンドに在籍した。この2枚のアルバムの間に、1989年に自身のアルバム『Welcome to the Nightclub of My Mind』をリリースした。1992年、ハーシュフェルダーはファーナムのバック・バンドを離れ、テレビや長編映画の音楽制作に専念するようになった。1999年には、ジョーゼフ・キャンベルとパウロ・コエーリョの著作に基づいた連作歌曲『Inside This Room』をデヴィッド・ホブソンと共同制作した。

## 映画音楽作曲家として
ハーシュフェルダーによる最初のスコアの仕事は、テレビ・シリーズ『Skirts』と『Shadows of the Heart』（ともに1990年）で、続いて1991年に『Ratbag Hero』を手掛けた。
映画音楽としては、『ダンシング・ヒーロー』（1992年）、『シャイン』（1996年）、『スライディング・ドア』（1998年）、『エリザベス』（1998年）、『電話で抱きしめて』（2000年）、『Peaches』（2004年）、『オーストラリア』（2008年）、『ガフールの伝説』（2010年）などがある。
イアン・ギルモア、クレイグ・モナハン、アン・ターナー、ロジャー・スポティスウッド、バズ・ラーマンといった監督たちと数多くの作品を手掛けている。
1999年、90人編成のオーケストラと40人編成の合唱団のために作曲された『エリザベス』の音楽はアカデミー賞にノミネートされ、英国アカデミー賞（BAFTA）とAPRAアワード（APRA）の最優秀オリジナル楽曲賞を受賞した。また、1993年には『ダンシング・ヒーロー』で英国アカデミー賞最優秀作曲賞を受賞した。
2000年シドニーオリンピックの開会式の音楽も作曲した。

## 主なフィルモグラフィ
| 年   | タイトル                                                                | 監督                                                           | 付記                                                                           |
| ---- | ----------------------------------------------------------------------- | -------------------------------------------------------------- | ------------------------------------------------------------------------------ |
| 1990 | Skirts                                                                  | ブレンダン・マーハー、リチャード・サレル、イアン・ギルモア     | テレビ・シリーズ                                                               |
| 1992 | ダンシング・ヒーロー Strictly Ballroom                                  | バズ・ラーマン                                                 |                                                                                |
| 1994 | Dallas Doll                                                             | アン・ターナー                                                 |                                                                                |
| 1996 | シャイン Shine                                                          | スコット・ヒックス                                             | アカデミー作曲賞ノミネート                                                     |
| 1996 | 月に願いを Dating the Enemy                                             | ミーガン・シンプソン・ヒューバーマン                           |                                                                                |
| 1998 | スライディング・ドア Sliding Doors                                      | ピーター・ハウイット                                           | オーケストレーターも担当                                                       |
| 1998 | The Interview                                                           | クレイグ・モナハン                                             |                                                                                |
| 1998 | エリザベス Elizabeth                                                    | シェーカル・カプール                                           | 指揮とオーケストレーターも担当。アカデミー作曲賞ノミネート                     |
| 1999 | What Becomes of the Broken Hearted?                                     | イアン・ミューン                                               |                                                                                |
| 2000 | 電話で抱きしめて Hanging Up                                             | ダイアン・キートン                                             |                                                                                |
| 2000 | Better Than Sex                                                         | ジョナサン・テプリツキー                                       |                                                                                |
| 2000 | 悪魔の呼ぶ海へ The Weight of Water                                      | キャスリン・ビグロー                                           | 指揮も担当                                                                     |
| 2002 | チョコレート・アンダーグラウンド Bootleg                                | イアン・ギルモア                                               | テレビ・ミニ・シリーズ                                                         |
| 2003 | The Wannabes                                                            | ニック・ジャンノプーロス                                       |                                                                                |
| 2004 | Standing Room Only                                                      | デボラ＝リー・ファーネス                                       | 短編映画                                                                       |
| 2004 | Peaches                                                                 | クレイグ・モナハン                                             |                                                                                |
| 2004 | BlackJack                                                               | ピーター・アンドリキディス、イアン・ワトソン、ケイト・ウッズ   | テレビ・シリーズ、パイロット版を除く全エピソード                               |
| 2004 | The Five People You Meet In Heaven                                      | ロイド・クレイマー                                             | テレビ映画。指揮も担当                                                         |
| 2006 | 愛しのアクアマリン Aquamarine                                           | エリザベス・アレン                                             | 指揮も担当                                                                     |
| 2006 | Irresistible                                                            | アン・ターナー                                                 |                                                                                |
| 2007 | Shake Hands with the Devil                                              | ロジャー・スポティスウッド                                     | 第28回ジニー賞で最優秀オリジナル・ソング賞のカナダ・スクリーン・アワードを受賞 |
| 2008 | チルドレン・オブ・ホァンシー 遥かなる希望の道 The Children of Huang Shi | ロジャー・スポティスウッド                                     |                                                                                |
| 2008 | Salute                                                                  | マット・ノーマン                                               | ドキュメンタリー                                                               |
| 2008 | オーストラリア Australia                                                | バズ・ラーマン                                                 | ハーモニカ演奏も担当                                                           |
| 2009 | The Blue Mansion                                                        | グレン・ゴーイ                                                 |                                                                                |
| 2010 | I Love You Too                                                          | デイナ・リード                                                 |                                                                                |
| 2010 | ガフールの伝説 Legend of the Guardians: The Owls of Ga'Hoole            | ザック・スナイダー                                             | アニメ映画                                                                     |
| 2011 | サンクタム Sanctum                                                      | アリスター・グリアソン                                         |                                                                                |
| 2012 | Beyond Right and Wrong: Stories of Justice and Forgiveness              | レカ・シン、ロジャー・スポティスウッド                         | ドキュメンタリー                                                               |
| 2013 | レイルウェイ 運命の旅路 The Railway Man                                 | ジョナサン・テプリツキー（エリック・ローマクスの実話に基づく） | 歴史ドラマ                                                                     |
| 2014 | Healing                                                                 | クレイグ・モナハン                                             | ドラマ                                                                         |
| 2014 | ディバイナー 戦禍に光を求めて The Water Diviner                         | ラッセル・クロウ                                               | 歴史ドラマ                                                                     |
| 2015 | 復讐のドレスコード The Dressmaker                                       | ジョスリン・ムーアハウス                                       | ドラマ                                                                         |
| 2016 | ボブという名の猫 幸せのハイタッチ A Street Cat Named Bob                | ロジャー・スポティスウッド                                     | ドラマ                                                                         |
| 2017 | A Few Less Men                                                          | マーク・ランプレル                                             | コメディ                                                                       |
| 2017 | Dance Academy: The Movie                                                | ジェフリー・ウォーカー                                         | ドラマ                                                                         |
| 2018 | レジェンド・ハンター ハリウッドの秘宝 In Like Flynn                     | ラッセル・マルケイ                                             | ドラマ                                                                         |
| 2019 | ライド・ライク・ア・ガール Ride Like a Girl                             | レイチェル・グリフィス                                         | ドラマ                                                                         |
| 2024 | Sleeping Dogs                                                           | アダム・クーパー                                               | 犯罪、ミステリー、スリラー                                                     |

## ディスコグラフィ

### リーダー・アルバム
- Welcome To The Nightclub Of My Mind (1989年、RCA Victor)
- Inside This Room (1999年、Mushroom) ※with デヴィッド・ホブソン、全豪70位[19]

## 受賞とノミネート

### アカデミー賞
- 第69回アカデミー賞（1997年） 『シャイン』のスコアで、アカデミー作曲賞ノミネート[17]
- 第71回アカデミー賞（1999年） 『エリザベス』のスコアで、アカデミー作曲賞ノミネート[17]

### ARIAミュージック・アワード
ARIAミュージック・アワードは、オーストラリアのあらゆるジャンルの音楽における卓越性、革新性、そして功績を称える毎年恒例の授賞式である。1987年に開始された。
| 年   | ノミネート対象                         | 賞                                                                            | 結果       | Ref.   |
| ---- | -------------------------------------- | ----------------------------------------------------------------------------- | ---------- | ------ |
| 1993 | ダンシング・ヒーロー Strictly Ballroom | ARIA・アワード 最優秀オリジナルサウンドトラック、キャスト、ショー・アルバム賞 | ノミネート | [ 20 ] |
| 1999 | エリザベス Elizabeth                   | ARIA・アワード 最優秀オリジナルサウンドトラック、キャスト、ショー・アルバム賞 | 受賞       | [ 20 ] |
| 1999 | The Interview                          | ARIA・アワード 最優秀オリジナルサウンドトラック、キャスト、ショー・アルバム賞 | ノミネート | [ 20 ] |
| 2000 | What Becomes of the Broken Hearted?    | ARIA・アワード 最優秀オリジナルサウンドトラック、キャスト、ショー・アルバム賞 | ノミネート | [ 20 ] |
| 2001 | Better Than Sex                        | ARIA・アワード 最優秀オリジナルサウンドトラック、キャスト、ショー・アルバム賞 | ノミネート | [ 20 ] |

### APRAアワード
APRAアワードは、オーストラリアとニュージーランドでオーストラレーシア演奏権協会によって開催され、毎年会員の作詞作曲技術、売上、エアプレイ実績を表彰している。
| 年   | ノミネート対象                                                          | 賞               | 結果 | Ref.   |
| ---- | ----------------------------------------------------------------------- | ---------------- | ---- | ------ |
| 1998 | シャイン Shine                                                          | 最優秀映画スコア | 受賞 | [ 21 ] |
| 1999 | エリザベス Elizabeth                                                    | 最優秀映画スコア | 受賞 | [ 22 ] |
| 2008 | チルドレン・オブ・ホァンシー 遥かなる希望の道 Children of the Silk Road | 最優秀映画スコア | 受賞 | [ 23 ] |